# Петер Хирт
Петер Хирт (на немски: Peter Hirt) е бивш пилот от Формула 1.
Роден на 30 март 1910 година в Ленцбург, Швейцария.

## Формула 1
Петер Хирт прави своя дебют във Формула 1 в Голямата награда на Швейцария през 1951 година. В световния шампионат записва 5 състезания като не успява да спечели точки. Състезава се с частен Ферари и за отбора на Веритас.